# ارسيموة (حديبو)

تعديل مصدري - تعديل

ارسيموة إحدى قرى مديرية حديبو التابعة لمحافظة سقطرى، بلغ تعداد سكانها 63 نسمة حسب تعداد اليمن لعام 2004.